# Taboga
Taboga – wyspa położona w Zatoce Panamskiej na Oceanie Spokojnym. Powierzchnia: 3,4 km², ludność: 1 629. Wchodzi w skład prowincji Panama, położona jest ok. 20 km na południe od stolicy kraju. Popularne miejsce wypoczynku dla mieszkańców stolicy oraz atrakcja turystyczna. Znana jest także jako Wyspa kwiatów (hiszp. Isla de las Flores). Wyspa Taboga połączona jest wąskim przesmykiem (będącym plażą w trakcie odpływu) ze skalistą wysepką El Morro. Klimat tropikalny.
Została odkryta w 1515 roku przez konkwistadora Gonzalo de Badajoz. Osada San Pedro na wyspie założona została w 1524 roku. Wybudowany wtedy Kościół pw. Św. Piotra (Iglesia de San Pedro) uchodzi za druga najstarszą świątynię chrześcijańską na zachodniej półkuli. W 1671 roku wyspa została splądrowana przez pirata Henry'ego Morgana. Podczas II wojny światowej na wyspie znajdowała się baza wojsk amerykańskich.